# Mistrzostwa Europy w Piłce Ręcznej Kobiet 2020 (składy)
Artykuł grupuje składy żeńskich reprezentacji narodowych w piłce ręcznej, które wystąpią podczas Mistrzostw Europy w Piłce Ręcznej Kobiet 2020 rozegranych w Danii i Norwegii od 3 do 20 grudnia 2020 roku.

## Informacje ogólne
Szerokie składy liczące maksymalnie trzydzieści pięć zawodniczek zgodnie z zasadami ustalonymi przez EHF zostały ogłoszone 23 października 2020 roku. Na dzień przed rozpoczęciem zawodów reprezentacje ogłoszą oficjalne szesnastoosobowe składy, z którego w trakcie turnieju mogą wymienić maksymalnie sześć zawodniczek – maksymalnie po dwie w każdej fazie (z możliwością powrotu wcześniej zastąpionej zawodniczki). Z uwagi na pandemię COVID-19 limit ten nie będzie obowiązywał przy potwierdzonych przypadkach zachorowań.